# Gametangiogamia

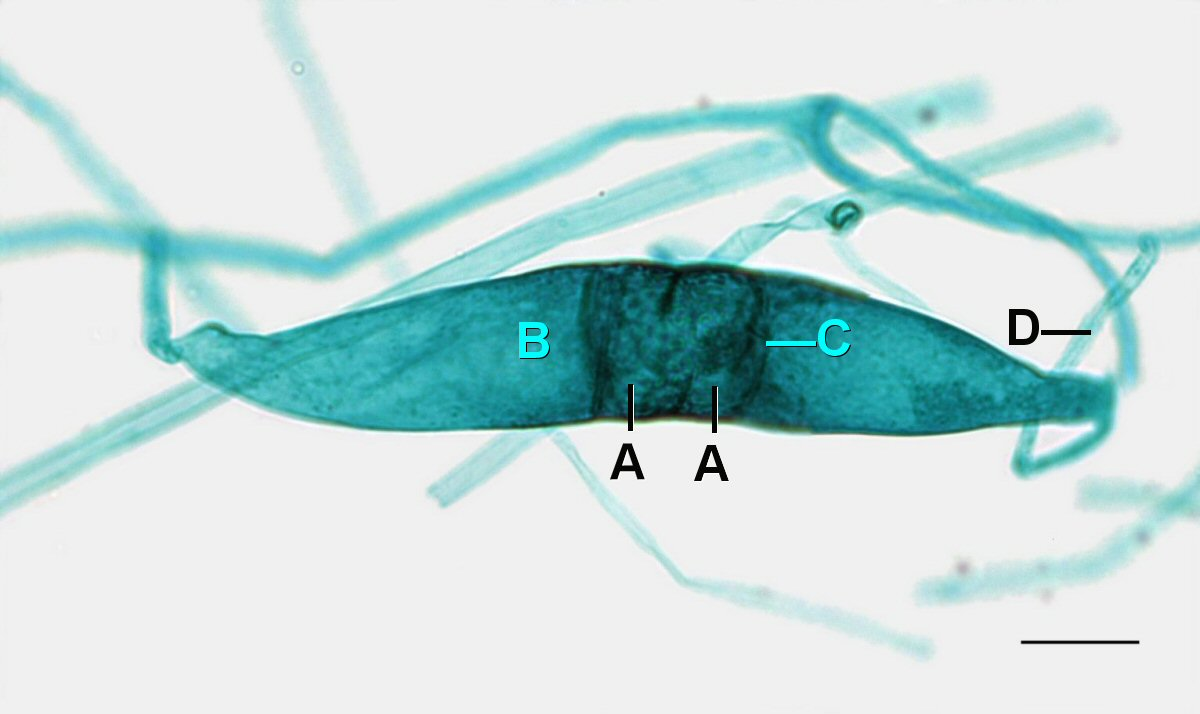
Gametangiogamia u Mucor sp.
A – gametangium, B – przegroda, C – włostek, D – strzępka. Kreska pod rysunkiem ma długość 0,1 mm

Gametangiogamia – typ rozmnażania płciowego polegający na łączeniu się całych gametangiów – lęgni i plemni. Zachodzi  np. u protistów grzybopodobnych (lęgniowców Oomycota) i grzybów należących do gromad workowców (Ascomycota) i sprzężniaków (Zygomycota).

## Przebieg
Następuje między położonymi obok siebie, nieruchomymi lęgniami i plemniami. Polega na tym, że łączą się one z sobą, następuje plazmogamia (przepływ protoplastu z plemni do lęgni) i powstają jądra sprzężone – dikariony. W dalszej części procesu dochodzi do wytworzenia strzępek wraz z dwoma jądrami sprzężonymi. Dikariony zlewają się w procesie zwanym kariogamią i powstaje jądro zygotyczne, które ulega najpierw mejozie, później mitozie. W rezultacie powstają haploidalne zarodniki.

## Typy gametagiogamii
W zależności od sposobu przepływu protoplastu z plemni do lęgni wyróżnia się dwa typy gametangiogamii:
- oogamia – protoplast przepływa specjalnym mostkiem kopulacyjnym wytworzonym między plemnią i lęgnią zwanym włostkiem. Zachodzi to u lęgniowców (Oomycota),
- zygogamia – następuje rozpuszczenie ścian między stykającymi się z sobą lęgnią i plemnią. Zachodzi u sprzężniaków (Zygomycota)[1].

Gametangiogamia może być zarówno izogamiczna (u sprzężniaków), jak anizogamiczna (u lęgniowców i grzybów workowych).